# Елисеев, Анатолий Михайлович
Анато́лий Миха́йлович Елисе́ев (род. 15 апреля 1930) — советский и российский художник-график, иллюстратор и карикатурист, актёр.

## Биография
Анатолий Елисеев родился 15 апреля 1930 года. Четырнадцатилетним подростком во время Великой Отечественной войны начал играть в кино. Эпизодически продолжал сниматься в кино до 1975 года; играл в том числе убийц и уголовников. Над многими фильмами работал в качестве звукооператора.

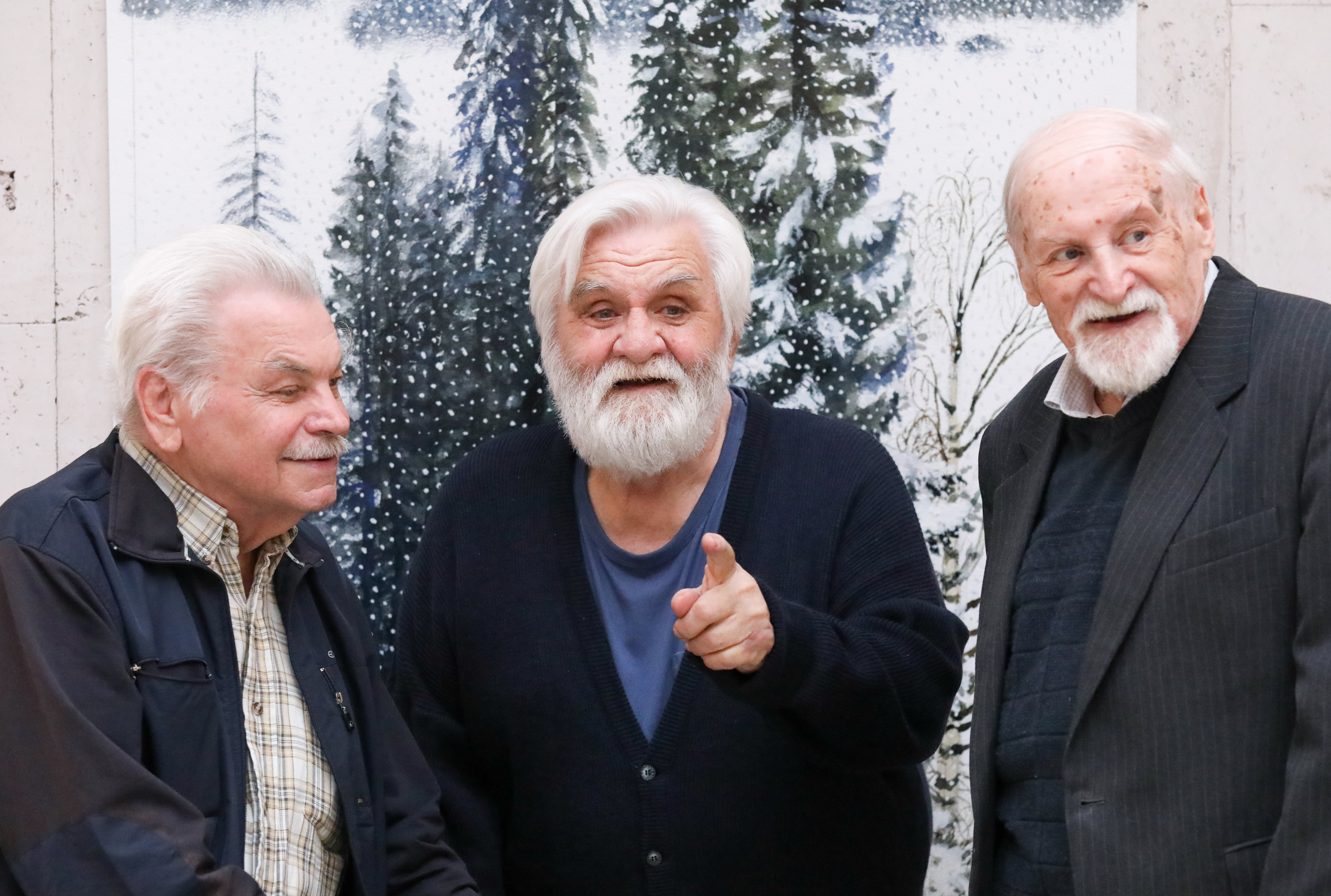
Художники Анатолий Елисеев, Николай Устинов и Анатолий Иткин в Российской государственной детской библиотеке.

В 1952 году окончил Московский полиграфический институт, после чего профессионально занялся книжной иллюстрацией, рисованием карикатур и сатирических скетчей. Публиковался в журнале «Крокодил», сотрудничал с детскими журналами «Мурзилка» и «Весёлые картинки». В книжной иллюстрации до 1970 года работал в том числе в соавторстве с Михаилом Скобелевым.

## Награды
- Диплом Союза художников СССР (1965)
- Диплом первой степени на Всероссийском конкурсе «Искусство книги» (1967, за иллюстрации к книге Самуила Маршака «Почта»)[1]

## Звания
- Заслуженный художник РСФСР (1966)
- Народный художник Российской Федерации (2001)[1]

## Фильмография
| Год  |   | Название                  | Роль                           |
| ---- | - | ------------------------- | ------------------------------ |
| 1944 | ф | Родные поля               | Ванюшка Тютьков, братишка Лёши |
| 1945 | ф | Это было в Донбассе       | Ефимчик                        |
| 1961 | ф | Друг мой, Колька!         | Абажур, уголовник              |
| 1969 | ф | Гори, гори, моя звезда    | Вахромеев, убийца Фёдора       |
| 1969 | ф | Директор                  | Вараксин                       |
| 1970 | ф | И был вечер, и было утро… | матрос                         |
| 1972 | ф | Сибирячка                 | Вася Атаманчик, шофёр          |
| 1973 | ф | Высокое звание            | Анисимов                       |
| 1975 | ф | Алмазы для Марии          | эпизод                         |